# Campionati mondiali di pattinaggio di figura 2012
I Campionati mondiali di pattinaggio di figura 2012 sono la 102ª edizione della competizione di pattinaggio di figura, valida per la stagione 2011-2012. Si svolgono dal 26 marzo al 1º aprile 2012 al Palais de Congrès Acropolis di Nizza (Francia).

## Qualificazioni
Sono ammessi i pattinatori nati entro il 1º luglio 1996.
Gli atleti con il ranking più basso hanno dovuto partecipare a un turno preliminare prima della finale. Per il singolo maschile e femminile, si sono qualificati alla finale i primi 12; per la gara a coppie, le prime 8 classificate; per la danza, le prime 10 coppie.
In base ai risultati dei Mondiali 2011, le nazioni seguenti hanno ottenuto più di un posto nell'edizione 2012.
| Posti | Uomini                                             | Donne                                              | Coppia                                  | Danza                     |
| ----- | -------------------------------------------------- | -------------------------------------------------- | --------------------------------------- | ------------------------- |
| 3     | Giappone                                           | Giappone Russia                                    | Germania Russia                         | Canada Russia Stati Uniti |
| 2     | Canada Francia Rep. Ceca Russia Spagna Stati Uniti | Corea del Sud Finlandia Georgia Italia Stati Uniti | Canada Cina Giappone Italia Stati Uniti | Francia Italia            |

## Programma
| Giorno             | Ora / Evento                                                 |
| ------------------ | ------------------------------------------------------------ |
| Lunedì 26 marzo    | 14:30 Coppie: qualificazioni 17:15 Danza: qualificazioni     |
| Martedì 27 marzo   | 10:30 Donne: qualificazioni 17:00 Uomini: qualificazioni     |
| Mercoledì 28 marzo | 13:00 Coppie: programma corto 18:40 Danza: programma corto   |
| Giovedì 29 marzo   | 12:30 Donne: programma corto 19:00 Danza: programma libero   |
| Venerdì 30 marzo   | 12:30 Uomini: programma corto 19:30 Coppie: programma libero |
| Sabato 31 marzo    | 12:55 Uomini: programma libero 18:00 Donne: programma libero |
| Domenica 1º aprile | 14:15 Galà di esibizione                                     |

## Medagliere
| Pos.   | Paese       | Oro | Argento | Bronzo | Totale |
| ------ | ----------- | --- | ------- | ------ | ------ |
| 1      | Canada      | 2   | 0       | 0      | 2      |
| 2      | Germania    | 1   | 0       | 0      | 1      |
| 2      | Italia      | 1   | 0       | 0      | 1      |
| 4      | Russia      | 0   | 2       | 0      | 2      |
| 5      | Giappone    | 0   | 1       | 3      | 4      |
| 6      | Stati Uniti | 0   | 1       | 0      | 1      |
| 7      | Francia     | 0   | 0       | 1      | 1      |
| Totale | Totale      | 4   | 4       | 4      | 12     |

## Risultati

### Singolo maschile

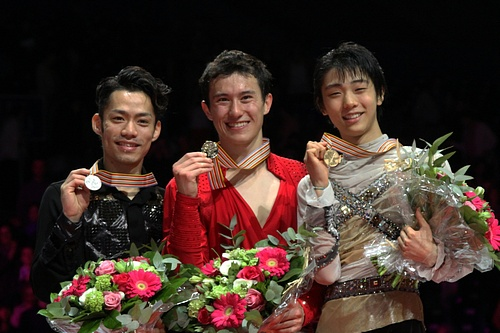
Il podio. Da sinistra Daisuke Takahashi (argento), Patrick Chan (oro) e Yuzuru Hanyū (bronzo)

| 1                                 | Patrick Chan          | Canada               | 266,11 |        | 89,41 | 176,70 |
| 2                                 | Daisuke Takahashi     | Giappone             | 259,66 |        | 85,72 | 173,94 |
| 3                                 | Yuzuru Hanyū          | Giappone             | 251,06 |        | 77,07 | 173,99 |
| 4                                 | Brian Joubert         | Francia              | 244,58 |        | 83,47 | 161,11 |
| 5                                 | Florent Amodio        | Francia              | 243,03 |        | 79,96 | 163,07 |
| 6                                 | Michal Březina        | Rep. Ceca            | 239,55 |        | 87,67 | 151,88 |
| 7                                 | Denïs Ten             | Kazakistan           | 229,70 |        | 76,00 | 153,70 |
| 8                                 | Jeremy Abbott         | Stati Uniti          | 226,19 |        | 74,85 | 151,34 |
| 9                                 | Javier Fernández      | Spagna               | 225,87 |        | 81,87 | 144,00 |
| 10                                | Samuel Contesti       | Italia               | 224,89 |        | 73,55 | 151,34 |
| 11                                | Takahiko Kozuka       | Giappone             | 218,63 |        | 71,78 | 146,85 |
| 12                                | Kevin Reynolds        | Canada               | 217,20 |        | 72,95 | 144,25 |
| 13                                | Adam Rippon           | Stati Uniti          | 216,63 |        | 73,55 | 143,08 |
| 14                                | Song Nan              | Cina                 | 216,33 | 130,75 | 69,58 | 146,75 |
| 15                                | Kevin van der Perren  | Belgio               | 214,04 |        | 66,38 | 147,66 |
| 16                                | Tomáš Verner          | Rep. Ceca            | 210,66 |        | 70,38 | 140,28 |
| 17                                | Sergej Voronov        | Russia               | 210,04 | 128,47 | 66,81 | 143,23 |
| 18                                | Artur Gačinskij       | Russia               | 205,06 |        | 68,50 | 136,56 |
| 19                                | Misha Ge              | Uzbekistan           | 186,41 | 124,41 | 65,29 | 121,12 |
| 20                                | Peter Liebers         | Germania             | 184,13 |        | 58,21 | 125,92 |
| 21                                | Christopher Caluza    | Filippine            | 184,10 | 112,08 | 61,87 | 122,23 |
| 22                                | Viktor Pfeifer        | Austria              | 182,54 | 120,48 | 60,61 | 121,93 |
| 23                                | Kim Lucine            | Monaco               | 181,37 | 122,58 | 59,93 | 121,44 |
| 24                                | Javier Raya           | Spagna               | 167,48 | 111,66 | 57,22 | 110,26 |
| Eliminati dopo il programma corto |                       |                      |        |        |       |        |
| 25                                | Maciej Cieplucha      | Polonia              |        | 126,50 | 57,18 |        |
| 26                                | Alexander Majorov     | Svezia               |        | 115,78 | 56,57 |        |
| 27                                | Kim Min-Seok          | Corea del Sud        |        | 110,24 | 55,41 |        |
| 28                                | Dmytro Ihnatenko      | Ucraina              |        |        | 52,93 |        |
| 29                                | Oleksij Byčenko       | Israele              |        | 108,51 | 52,76 |        |
| 30                                | Justus Strid          | Danimarca            |        | 110,45 | 50,55 |        |
| Eliminati dopo le qualificazioni  |                       |                      |        |        |       |        |
| 31                                | Ari-Pekka Nurmenkari  | Finlandia            |        | 100,16 |       |        |
| 32                                | Zoltán Kelemen        | Romania              |        | 97,75  |       |        |
| 33                                | Brendan Kerry         | Australia            |        | 95,40  |       |        |
| 34                                | Laurent Alvarez       | Svizzera             |        | 93,24  |       |        |
| 35                                | Damjan Ostojič        | Bosnia ed Erzegovina |        | 93,11  |       |        |
| 36                                | Slavik Hayrapetyan    | Armenia              |        | 92,84  |       |        |
| 37                                | Luke Chilcott         | Regno Unito          |        | 91,92  |       |        |
| 38                                | Jordan Ju             | Taipei cinese        |        | 89,56  |       |        |
| 39                                | Márton Markó          | Ungheria             |        | 86,08  |       |        |
| 40                                | Ali Demirboga         | Turchia              |        | 84,34  |       |        |
| 41                                | Vital' Lučanov        | Bielorussia          |        | 83,97  |       |        |
| 42                                | Saulius Ambrulevičius | Lituania             |        | 82,40  |       |        |
| 43                                | Taras Rajec           | Slovacchia           |        | 81,81  |       |        |
| 44                                | Manol Atanasov        | Bulgaria             |        | 66,56  |       |        |
| 45                                | Harry Hau Yin Lee     | Hong Kong            |        | 66,56  |       |        |
| Rit.                              | Kevin Alves           | Brasile              |        |        |       |        |

### Singolo femminile

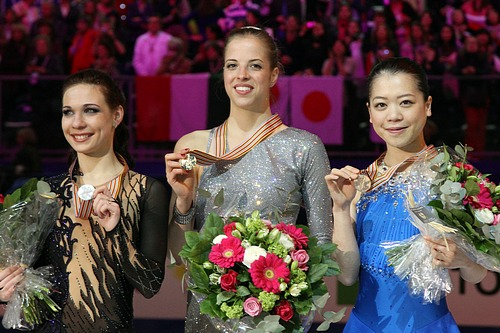
Il podio. Da sinistra Alëna Leonova (argento), Carolina Kostner (oro) e Akiko Suzuki (bronzo)

| 1                                 | Carolina Kostner         | Italia        | 189,94 |       | 61,00 | 128,94 |
| 2                                 | Alëna Leonova            | Russia        | 184,28 |       | 64,61 | 119,67 |
| 3                                 | Akiko Suzuki             | Giappone      | 180,68 |       | 59,38 | 121,30 |
| 4                                 | Ashley Wagner            | Stati Uniti   | 176,77 |       | 56,42 | 120,35 |
| 5                                 | Kanako Murakami          | Giappone      | 175,41 |       | 62,67 | 112,74 |
| 6                                 | Mao Asada                | Giappone      | 164,52 |       | 59,49 | 105,03 |
| 7                                 | Zhang Kexin              | Cina          | 157,57 |       | 55,00 | 102,57 |
| 8                                 | Valentina Marchei        | Italia        | 150,10 | 88,92 | 52,14 | 97,96  |
| 9                                 | Ksenija Makarova         | Russia        | 149,48 |       | 58,51 | 90,97  |
| 10                                | Elene Gedevanishvili     | Georgia       | 149,20 |       | 58,49 | 90,71  |
| 11                                | Viktoria Helgesson       | Svezia        | 148,54 |       | 54,19 | 94,35  |
| 12                                | Yrétha Silété            | Francia       | 148,18 |       | 48,42 | 99,76  |
| 13                                | Jelena Glebova           | Estonia       | 144,28 | 92,52 | 49,04 | 95,24  |
| 14                                | Jenna McCorkell          | Regno Unito   | 143,84 | 95,63 | 50,42 | 93,42  |
| 15                                | Sonia Lafuente           | Spagna        | 140,24 | 91,84 | 47,36 | 92,88  |
| 16                                | Amélie Lacoste           | Canada        | 138,60 |       | 49,37 | 89,23  |
| 17                                | Natalija Popova          | Ucraina       | 136,36 | 77,57 | 46,60 | 89,76  |
| 18                                | Juulia Turkkila          | Finlandia     | 135,56 |       | 47,75 | 87,81  |
| 19                                | Polina Korobejnikova     | Russia        | 129,98 | 81,70 | 46,71 | 83,27  |
| 20                                | Sarah Hecken             | Germania      | 129,20 |       | 46,39 | 82,81  |
| 21                                | Kerstin Frank            | Austria       | 126,17 | 85,09 | 45,80 | 80,37  |
| 22                                | Alissa Czisny            | Stati Uniti   | 124.11 |       | 48,31 | 75,80  |
| 23                                | Romy Bühler              | Svizzera      | 116,21 | 81,74 | 44,02 | 72,19  |
| 24                                | Alisa Mikonsaari         | Finlandia     | 110,40 |       | 44,16 | 66,24  |
| Eliminate dopo il programma corto |                          |               |        |       |       |        |
| 25                                | Victoria Muniz           | Porto Rico    |        | 75,06 | 43,27 |        |
| 26                                | Isabelle Pieman          | Belgio        |        |       | 38,45 |        |
| 27                                | Alīna Fjodorova          | Lettonia      |        | 73,64 | 38,06 |        |
| 28                                | Kwak Min-Jeong           | Corea del Sud |        |       | 36,91 |        |
| 29                                | Clara Peters             | Irlanda       |        | 73,36 | 34,03 |        |
| 30                                | Lejeanne Marais          | Sudafrica     |        | 70,50 | 32,22 |        |
| Eliminate dopo le qualificazioni  |                          |               |        |       |       |        |
| 31                                | Melinda Wang             | Taipei cinese |        | 70,43 |       |        |
| 32                                | Reyna Hamui              | Messico       |        | 69,84 |       |        |
| 33                                | Sıla Saygı               | Turchia       |        | 68,85 |       |        |
| 34                                | Inga Janulevičiūtė       | Lituania      |        | 68,51 |       |        |
| 35                                | Karina Johnson           | Danimarca     |        | 68,46 |       |        |
| 36                                | Mimi Tanasorn Chindasook | Thailandia    |        | 67,62 |       |        |
| 37                                | Fleur Maxwell            | Lussemburgo   |        | 67,44 |       |        |
| 38                                | Suhr Chae-Yeon           | Corea del Sud |        | 67,17 |       |        |
| 39                                | Daša Grm                 | Slovenia      |        | 66,45 |       |        |
| 40                                | Chantelle Kerry          | Australia     |        | 65,48 |       |        |
| 41                                | Eliška Březinová         | Rep. Ceca     |        | 65,47 |       |        |
| 42                                | Anine Rabe               | Norvegia      |        | 64,92 |       |        |
| 43                                | Sabina Măriuţă           | Romania       |        | 64,52 |       |        |
| 44                                | Alexandra Kunová         | Slovacchia    |        | 61,09 |       |        |
| 45                                | Georgia Glastris         | Grecia        |        | 60,49 |       |        |
| 46                                | Ami Parekh               | India         |        | 58,06 |       |        |
| 47                                | Zhaira Costiniano        | Filippine     |        | 56,46 |       |        |
| 48                                | Daniela Stoeva           | Bulgaria      |        | 56,38 |       |        |
| 49                                | Marina Seeh              | Serbia        |        | 52,65 |       |        |
| 50                                | Mirna Librić             | Croazia       |        | 52,16 |       |        |
| 51                                | Viktória Pavuk           | Ungheria      |        | 51,43 |       |        |

### Coppie

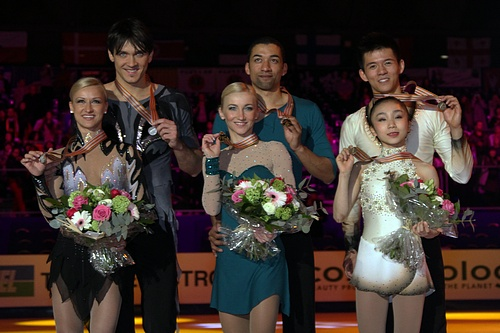
Il podio. Da sinistra Tat'jana Volosožar / Maksim Tran'kov (argento), Aljona Savchenko / Robin Szolkowy (oro) e Narumi Takahashi / Mervin Tran (bronzo)

| Pos.                              | Nome                                      | Nazione        | Totale | Qual.  | PC    | PL     |
| --------------------------------- | ----------------------------------------- | -------------- | ------ | ------ | ----- | ------ |
| 1                                 | Aliona Savchenko / Robin Szolkowy         | Germania       | 201,49 |        | 68,63 | 132,86 |
| 2                                 | Tat'jana Volosožar / Maksim Tran'kov      | Russia         | 201,38 |        | 60,48 | 140,90 |
| 3                                 | Narumi Takahashi / Mervin Tran            | Giappone       | 189,69 |        | 65,37 | 124,32 |
| 4                                 | Pang Qing / Tong Jian                     | Cina           | 186,05 |        | 67,10 | 118,95 |
| 5                                 | Meagan Duhamel / Eric Radford             | Canada         | 185,41 |        | 63,69 | 121,72 |
| 6                                 | Vera Bazarova / Jurij Larionov            | Russia         | 183,68 |        | 65,02 | 118,66 |
| 7                                 | Juko Kavaguti / Aleksandr Smirnov         | Russia         | 182,42 |        | 59,59 | 122,83 |
| 8                                 | Caydee Denney / John Coughlin             | Stati Uniti    | 180,37 |        | 62,48 | 117,89 |
| 9                                 | Sui Wenjing / Han Cong                    | Cina           | 179,44 | 116,57 | 63,27 | 116,17 |
| 10                                | Mary Beth Marley / Rockne Brubaker        | Stati Uniti    | 170,90 |        | 59,62 | 111,28 |
| 11                                | Stefania Berton / Ondřej Hotárek          | Italia         | 168,16 |        | 60,39 | 107,77 |
| 12                                | Jessica Dubé / Sébastien Wolfe            | Canada         | 156,36 |        | 55,83 | 100,53 |
| 13                                | Maylin Hausch / Daniel Wende              | Germania       | 145,80 |        | 48,48 | 97,32  |
| 14                                | Mari Vartmann / Aaron van Cleave          | Germania       | 143,29 | 90,48  | 47,91 | 95,38  |
| 15                                | Nicole Della Monica / Matteo Guarise      | Italia         | 137,31 | 77,40  | 49,07 | 88,24  |
| 16                                | Vanessa James / Morgan Ciprès             | Francia        | 130,70 | 96,48  | 50,51 | 80,19  |
| Eliminati dopo il programma corto |                                           |                |        |        |       |        |
| 17                                | Danielle Montalbano / Evgeni Krasnopolski | Israele        |        | 84,71  | 44,69 |        |
| 18                                | Anaïs Morand / Timothy Leemann            | Svizzera       |        | 73,19  | 44,59 |        |
| 19                                | Stacey Kemp / David King                  | Regno Unito    |        | 89,30  | 39,33 |        |
| 20                                | Ri Ji-Hyang / Thae Won-Hyok               | Corea del Nord |        | 84,28  | 36,23 |        |
| Eliminati dopo le qualificazioni  |                                           |                |        |        |       |        |
| 21                                | Ljubov' Bakirova / Mikalaj Kamjančuk      | Bielorussia    |        | 71,58  |       |        |
| 22                                | Stina Martini / Severin Kiefer            | Austria        |        | 64,72  |       |        |
| 23                                | Elizabeta Makarova / Leri Kenčadze        | Bulgaria       |        | 55,13  |       |        |

### Danza su ghiaccio

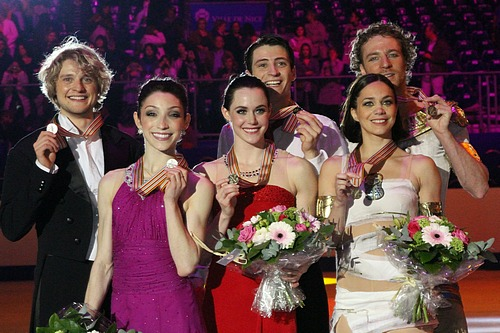
Il podio. Da sinistra Meryl Davis / Charlie White (argento), Tessa Virtue / Scott Moir (oro) e Nathalie Péchalat / Fabian Bourzat (bronzo)

| Pos.                              | Nome                                      | Nazione     | Totale | Qual. | PC    | PL     |
| --------------------------------- | ----------------------------------------- | ----------- | ------ | ----- | ----- | ------ |
| 1                                 | Tessa Virtue / Scott Moir                 | Canada      | 182,65 |       | 72,31 | 110,34 |
| 2                                 | Meryl Davis / Charlie White               | Stati Uniti | 178,62 |       | 70,98 | 107,64 |
| 3                                 | Nathalie Péchalat / Fabian Bourzat        | Francia     | 173,18 |       | 69,13 | 104,05 |
| 4                                 | Kaitlyn Weaver / Andrew Poje              | Canada      | 166,65 |       | 66,47 | 100,18 |
| 5                                 | Elena Il'inych / Nikita Kacalapov         | Russia      | 161,00 | 92,40 | 65,34 | 95,66  |
| 6                                 | Anna Cappellini / Luca Lanotte            | Italia      | 160,62 |       | 65,11 | 95,51  |
| 7                                 | Ekaterina Bobrova / Dmitrij Solov'ëv      | Russia      | 150,75 |       | 58,29 | 92,46  |
| 8                                 | Maia Shibutani / Alex Shibutani           | Stati Uniti | 144,72 |       | 62.35 | 82.37  |
| 9                                 | Ekaterina Rjazanova / Il'ja Tkačenko      | Russia      | 144,43 |       | 58,19 | 86,24  |
| 10                                | Madison Hubbell / Zachary Donohue         | Stati Uniti | 143,95 |       | 59,56 | 84,39  |
| 11                                | Nelli Žiganšina / Alexander Gazsi         | Germania    | 141,36 |       | 56,29 | 85,07  |
| 12                                | Huang Xintong / Zheng Xun                 | Cina        | 130,27 | 79,69 | 51,35 | 78,92  |
| 13                                | Kharis Ralph / Asher Hill                 | Canada      | 129,55 |       | 50,75 | 78,80  |
| 14                                | Penny Coomes / Nicholas Buckland          | Regno Unito | 129,31 | 79,09 | 54,35 | 74,96  |
| 15                                | Siobhan Heekin-Canedy / Dmytro Dun'       | Ucraina     | 128,75 |       | 48,70 | 80,05  |
| 16                                | Lorenza Alessandrini / Simone Vaturi      | Italia      | 126,89 | 73,96 | 51,18 | 75,71  |
| 17                                | Julija Zlobina / Aleksej Sitnikov         | Azerbaigian | 126,57 | 77,80 | 48,15 | 78,42  |
| 18                                | Isabella Tobias / Deividas Stagniūnas     | Lituania    | 124,07 |       | 50,22 | 73,85  |
| 19                                | Sara Hurtado / Adrià Díaz                 | Spagna      | 123,12 | 76,26 | 48,68 | 74,44  |
| 20                                | Danielle O'Brien / Gregory Merriman       | Australia   | 112,23 | 71,37 | 47,92 | 64,31  |
| Eliminati dopo il programma corto |                                           |             |        |       |       |        |
| 21                                | Pernelle Carron / Lloyd Jones             | Francia     |        |       | 47,75 |        |
| 22                                | Irina Štork / Taavi Rand                  | Estonia     |        | 79,17 | 47,24 |        |
| 23                                | Zsuzsanna Nagy / Máté Fejes               | Ungheria    |        | 70,84 | 45,70 |        |
| 24                                | Cathy Reed / Chris Reed                   | Giappone    |        |       | 44.19 |        |
| 25                                | Anna Nagornjuk / Viktor Kovalenko         | Uzbekistan  |        | 70,88 | 44,08 |        |
| Eliminati dopo le qualificazioni  |                                           |             |        |       |       |        |
| 26                                | Gabriela Kubová / Dmitrij Kiselëv         | Rep. Ceca   |        | 70,39 |       |        |
| 27                                | Federica Testa / Lukáš Csölley            | Slovacchia  |        | 68,42 |       |        |
| 28                                | Henna Lindholm / Ossi Kanervo             | Finlandia   |        | 68,42 |       |        |
| 29                                | Aleksandra Zvorygina / Maciej Bernadowski | Polonia     |        | 68,29 |       |        |
| 30                                | Ramona Elsener / Florian Roost            | Svizzera    |        | 66,29 |       |        |
| 31                                | Alisa Agafonova / Alper Uçar              | Turchia     |        | 64,61 |       |        |
| 32                                | Ksenija Pečerkina / Aleksandrs Jakushin   | Lettonia    |        | 62,15 |       |        |
| 33                                | Corenne Bruhns / Ryan Van Natten          | Messico     |        | 61,11 |       |        |
| 34                                | Ekaterina Bugrov / Vasilij Rogov          | Israele     |        | 60,81 |       |        |
| 35                                | Cortney Mansour / Daryn Žunussov          | Kazakistan  |        | 58,92 |       |        |
| 36                                | Barbora Silná / Juri Kurakin              | Austria     |        | 57,78 |       |        |
| 37                                | Aleksandra Čistjakova / Dimităr Ličev     | Bulgaria    |        | 55,22 |       |        |
| 38                                | Lesja Valadzenkava / Vital' Vakunov       | Bielorussia |        | 53,00 |       |        |